# Pseudalleucosma ruteri
Pseudalleucosma ruteri är en skalbaggsart som beskrevs av Franz Antoine 1998. Pseudalleucosma ruteri ingår i släktet Pseudalleucosma och familjen Cetoniidae. Inga underarter finns listade i Catalogue of Life.